# Data Communication Computer
Der Data Communication Computer (DCC) ist ein X.25-Router des deutschen Herstellers TDT AG. Ausgehend von einer Entwicklung in den 1970er Jahren, existiert derzeit bereits die 4. Generation dieser Geräte, die eine reine Auftragsentwicklung darstellt und nicht mehr durch den eigentlichen Hersteller vertrieben wird.
Im Ursprung diente ein DCC lediglich dazu, asynchrone serielle Daten von Endgeräten (z. B. Weichenheizungen im Gleisnetz der  Deutschen Bahn) über weite Strecken mittels Modem zu übertragen und die Kommunikation mit einer zusätzlichen Verbindungssicherung über das X.25-Protokoll zu versehen. Hierzu werden die reinen Nutzdaten in einen X.25-Rahmen verpackt und unter Nutzung verschiedener Übertragungstechnologien (z. B. synchrone Modems auf Kupferleitungen) von einer zur nächsten X.25-Komponente zu übermitteln.
Neben den DCCs, die überwiegend als Netzknoten in X.25-Netzwerken eingesetzt werden, dienen PADs bzw. deren Nachfolger HS-TA (High-Speed-Terminal-Adapter) zur Anschaltung von seriellen Endgeräten in den Gefahrenmeldenetzen der Deutschen Bahn.
X.25-Netzwerke der Deutschen Bahn machen noch heute große Teile der Übertragungsnetzwerke der Meldeanlagentechnologien MAS90 oder DBMAS aus. Eine Migration in reine TCP/IP-Strukturen wird hier zwar seit längerem angestrebt, ist jedoch aktuell noch nicht realisiert.

## Vorteile der X.25-Verbindungssicherung mittels DCC
Die im X.25-Protokoll vorhandene, über die Funktionalitäten im reinen TCP/IP hinausgehende, Verbindungsüberwachung ist auch in heutigen Zeiten ein entscheidendes Argument zur Nutzung von X.25 für Kommunikationsvorgänge, welche keine entsprechenden Überwachungsmechanismen im Application-Layer des OSI-Referenzmodells bieten.
Bedingt durch den Standardwert von 2 Stunden, für den die meisten Systeme eine TCP-Session auch ohne Kommunikation aufrechterhalten, werden Verbindungsfehler auf WAN-Strecken ohne weitere Maßnahmen im Application-Layer erst nach dieser Zeit erkannt.
X.25 jedoch tauscht hier – auch ohne Nutzdatenlast – permanent Kontrollpakete zwischen zwei beteiligten Netzwerkknoten aus. Dies führt bei entsprechenden Störungen auf den Verbindungswegen dazu, das diese bereits nach ca. 20–30 Sekunden erkannt werden.

## Einordnung eines DCC in die Netzwerk-Struktur
Ein DCC ist ein Netzwerkrouter, der zwischen
- ungesicherten, seriellen Datenströmen über RS232-basierende Schnittstellen (X.3/X.21bis)
- ungesicherten, seriellen Datenströmen auf Basis von TCP/IP
- gesicherten, seriellen Datenströmen auf Basis von X.25 (X.25/X.21bis, X.25/G.703 bzw.  X.25 over TCP/IP)

vermitteln bzw. Routen kann.

## Technologie

### Anschlussmöglichkeiten
Ein DCC stellt folgende physikalische Schnittstellen zur Verfügung:
- X.3/X.21bis: Asynchrone, serielle Schnittstelle auf RS232-Basis
- X.25/X.21bis: Synchrone, serielle Schnittstelle zur Übertragung der X.25-Nutzdaten über synchrone Modems
- X.25/G.703: Synchrone Schnittstelle zur synchronen Übertragung der X.25-Nutzdaten über G.703/64kBit. 
G.703 als Übertragungsprotokoll im OSI-Layer 2 steht erst seit der 2. Generation des DCC zur Verfügung.
- Ethernet: Netzwerk-Schnittstelle zur Übertragung serieller Datenströme über TCP/IP (ungesichert) oder X.25 over TCP/IP (gesichert).
Ethernet als Übertragungsmedium steht erst seit der 3. Generation des DCC zur Verfügung.

## Protokoll-Wandlungen und Routing-Möglichkeiten
Ein DCC kann zum Zwecke des Routings folgende Protokollwandlungen vornehmen:
- S2X / X2S (Serial-to-X.25 / X.25-to-serial):
Asynchrone, serielle Daten können in einen X.25-Rahmen verpackt und entsprechend Routing-Regeln zu benachbarten X.25-Komponenten weitergeleitet werden (bzw. umgekehrt).
- X2X (X.25-to-X.25):
X.25-Datenpakete können anhand konfigurierbarer Kriterien zu weiteren, benachbarten X.25-Komponenten weitergeleitet werden.
- S2T / T2S (Serial-to-TCP/IP / TCP/IP-to-Serial):
Asynchrone, serielle Daten können über Ethernet (TCP/IP) zu weiteren Komponenten weitergeleitet werden (bzw. umgekehrt).
Hierbei ist zu beachten, dass in diesem Fall keine zusätzliche Verbindungssicherung (wie z. B. durch X.25 gegeben) zum Einsatz kommt.
- T2X / X2T (TCP/IP-to-X.25 / X.25-to-TCP/IP):
Serielle Datenströme, welche über TCP/IP am DCC eintreffen, können um X.25-Rahmen zur Verbindungssicherung angereichert werden um im Nachgang über X.25 zu benachbarten X.25-Komponenten weitergeleitet zu werden. In umgekehrter Richtung wird die zur Verbindungssicherung im X.25-Protokoll vorhandene Zusatzinformation entfernt und die Daten werden über ein reines TCP/IP ohne diese Zusatzinformationen weitergeleitet, das Meldeziel ist in diesem Fall immer das DBMAS Meldesystem.
- XOT (X.25-over-TCP/IP):
 Es besteht die Möglichkeit, das Datenpaket im X.25-Format über eine Netzwerkschnittstelle (TCP/IP) zu verteilen und vom jeweiligen Ziel (ebenfalls ein DCC4/HS-TA) wiederum als reines X-25-Datenpaket zu verarbeiten. Dadurch besteht die Möglichkeit, alte Bestandsanlagen bzw. neue Anlagen miteinander zu vernetzen und auch verschiedene Übertragungswege nutzen zu können.